# Claude Aubriet
Claude Aubriet (* 1665 in Châlons-sur-Marne, Champagne, Frankreich; † 3. Dezember 1742 in Paris) war ein französischer Naturmaler und Botaniker.
Er arbeitete im Pariser Jardin des Plantes. Claude Aubriet begleitete den französischen Botaniker und Mediziner Joseph Pitton de Tournefort und den deutschen Arzt Andreas von Gundelsheimer in den Jahren 1700 bis 1702 in den Mittleren Orient (u. a. nach Kreta, in die Türkei und nach Georgien), um die Forschungsergebnisse in Zeichnungen festzuhalten. Er ersetzte Jean Joubert (~1643–1707) als königlichen botanischen Maler. Er war der Lehrer der Pflanzenmalerin Françoise Basseporte, die ihn später in seinem Amt als botanischen Maler des Königs ersetzte.

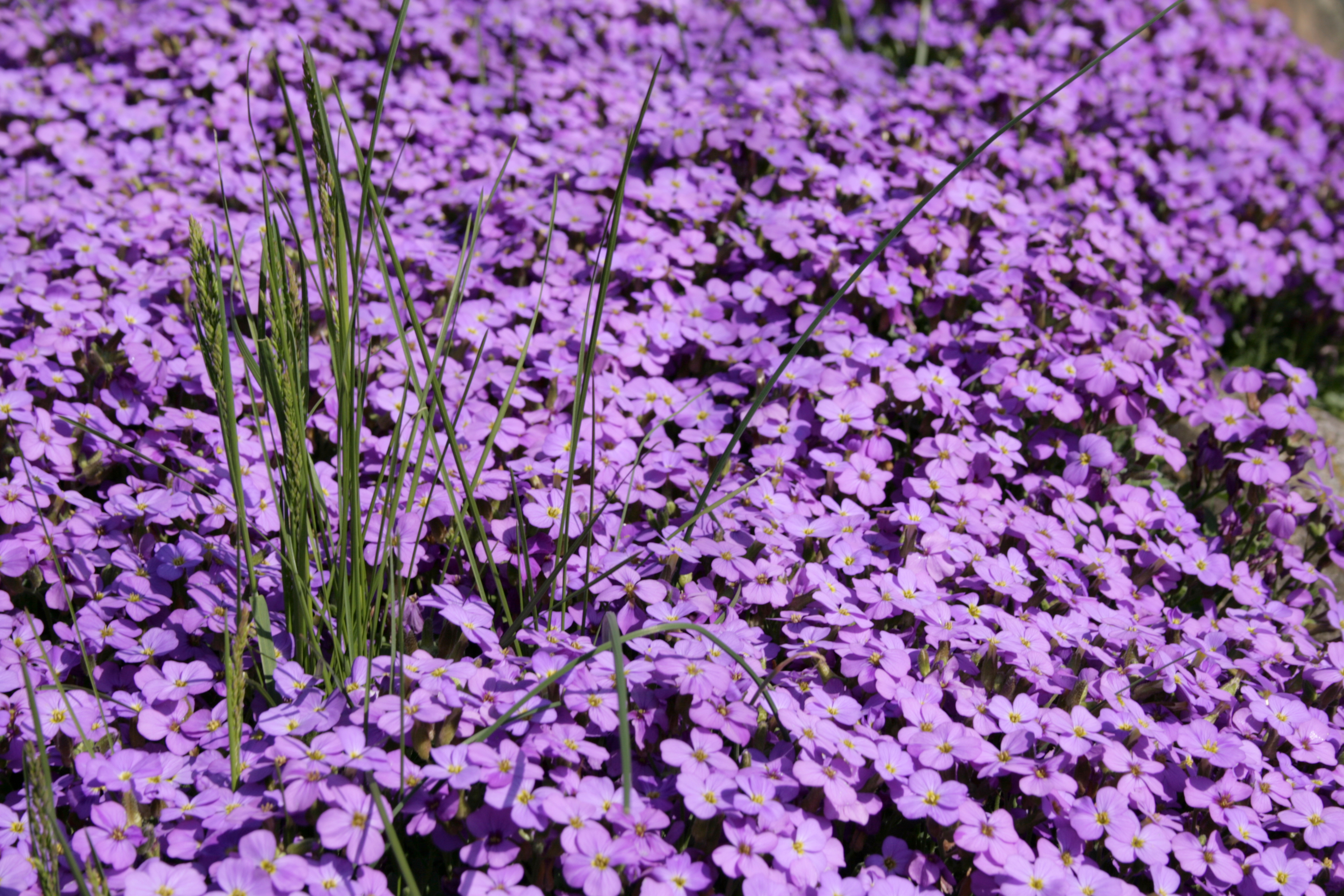
Aubrieta × cultorum

Nach ihm heißt eine Pflanzengattung in der Familie der Kreuzblütengewächse mit wissenschaftlichem Namen  Aubrieta (deutsch Aubrietie, besser bekannt als Blaukissen).